# Geomantis
Geomantis es un género de insectos mantodeos de la familia Mantidae. Es originario de Asia y África.

## Especies
Comprende las siguientes especies:
- Geomantis algerica
- Geomantis larvoides
  - Geomantis larvoides algenca
  - Geomantis larvoides larvoides